# Douglas Fee
Douglas « Doug » Fee, né le 21 juillet 1944 à Kingston en Ontario, est un homme politique canadien. Il représente la circonscription de Red Deer à la Chambre des communes du Canada entre 1988 et 1993 sous la bannière du parti progressiste-conservateur. Il est maire d'Innisfail entre 1977 et 1988.

## Biographie
Fee nait à Kingston et déménage à Innisfail en 1967 pour être enseignant. Il rejoint le conseil de ville en 1971 et devient maire de la ville en 1977. Il reste à se poste 11 ans, soit jusqu'à son élection à la Chambre des communes. Il reste en position un mandat, mais est victime de l'élection difficile des pour les progressistes-conservateurs qui connaissent une forte défaite à travers le pays. Il reçoit alors moins d'un tiers des voix qu'il avait reçu en 1988 au profit de Bob Mills du parti réformiste. Suite à son passage au parlement, il dirige la Canadian Angus Association. En 2012, il se porte candidat pour représenter le parti conservateur dans les élections sénatoriales,. Cependant, il n'est pas sélectionné par le parti.